# Ruta Estatal de Nevada 161
La State Route 161 es una carretera estatal en el estado de Nevada, se encuentra a lo largo de Goodsprings Road desde Goodsprings hasta la Interestatal 15 en Jean. La Ruta estatal 604 continúa al este en el otro lado de la I-15 a la antigua U.S. Highway 91, y después gira en la US 91 hacia Las Vegas.
Hasta el cambio de nombre de las carreteras en 1976, la SR 146 fue la ruta estatal 53. Esa ruta, definida en 1935, continuó hasta el oeste del estado de California cerca de Sandy Valley, y al este de la vieja US 91 en Jean.